# 허니허니
《허니허니》는 2001년 5월 2일부터 2002년 1월 23일까지 SBS에서 방영된 가족 이야기와 가정 안에서의 부부관계에 중점을 둔 본격 부부시트콤이었다. 본 부부시트콤은 성 관계에 관한 것이 너무 많이 나와 어린이나 청소년에게는 좋지 않다는 혹평이 나왔고 결국 기대 이하의 성적에 그쳐 인기 토크쇼 《김혜수 플러스유》가 2000년 8월 100회로 막을 내린 뒤 이어진 SBS의 수요일 심야 시간대 징크스를 벗어나지 못했다.
한편, 출연진 중의 한 명인 김원희는 해당 프로그램에 앞서 iTV 《립스틱》 캐스팅 물망에 올랐으나 SBS와의 출연계약 문제가 걸려 좌절됐다.

## 등장 인물

### 양영범네
- 양택조: 양택조 역.
- 사미자: 사미자 역. 양택조의 처.
- 양희경: 양희경 역. 양택조, 사미자의 딸, 양영범의 누나. 노처녀.
- 이영범: 양영범 역. 양택조, 사미자의 아들. 양희경의 동생. 시청에서 일하는 공무원이다.
- 정선경: 정선경 역. 양영범의 처. 김원희의 친구.

### 김진수네
- 김진수: 김진수 역.
- 김원희: 김진수의 처. 정선경의 친구.

### 기타인물
- 김세아
- 임호
- 김청 : 카페 주인 역
- 김재원
- 강예원
- 싸이
- 최성국
- 김지혜
- 최지숙
- 이유정
- 유남경
- 강소정
- 김진희
- 김승민
- 신혜란
- 방경림
- 권오영
- 김형범
- 김성훈
- 백승욱
- 원숙희
- 이다연
- 도기석

## 결방
- 2001년 10월 3일 - 9시 45분부터 추석 특선영화 공동경비구역 JSA 편성으로[4] 결방
- 2001년 11월 14일 - 8시 50분부터 3부작 특집드라마 짧은 만남 긴 이별 편성으로[5] 결방

## 참고 사항
- 출연진 중의 한 명이었던 김세아가 나온 정통 드라마 중에 KBS 2TV 러빙유가 있는데[6] 이 작품의 담당 PD 이건준씨는 해당 작품(허니허니) 출연진에 속한 양택조와 함께 KBS 2TV 봄날은 간다에서 조연출자(이건준)-연기자(양택조)로 호흡을 맞췄다.